# Pando
Pando é um departamento da Bolívia, sua capital é a cidade de Cobija.
Pando situa-se no extremo norte da Bolívia, limitando-se ao sul com o Departamento boliviano de La Paz, a sudeste com o Departamento de Beni, a oeste com o Peru,  e ao norte e a leste com o Brasil.
O nome do Departamento é uma homenagem ao General Pando, que desceu do Altiplano para combater  os invasores seringueiros, durante o episódio que ficou conhecido como Revolução Acriana. O Departamento de Pando foi o palco desta guerra comandada pelo gaúcho José Plácido de Castro à frente de seringueiros nordestinos. Em troca de compensação financeira, aproximadamente 140 mil quilômetros quadrados foram cedidos pela Bolívia ao Brasil, território que hoje forma o Estado do Acre.

## Províncias
Pando está dividida em 5 províncias:
|  | - Abuná - Federico Román - Madre de Dios - Manuripi - Nicolás Suárez |